# Philodromus maliniae
Philodromus maliniae är en spindelart som beskrevs av Benoy Krishna Tikader 1966. Philodromus maliniae ingår i släktet Philodromus och familjen snabblöparspindlar. Inga underarter finns listade i Catalogue of Life.